# Montescardia tessulatellus
Montescardia tessulatellus is een vlinder uit de familie echte motten (Tineidae). De wetenschappelijke naam is voor het eerst geldig gepubliceerd in 1846 door Zeller.
De soort komt voor in Europa.